# Doreen Engel
Doreen Engel est une ancienne joueuse allemande de volley-ball née le 8 février 1982 à Schwerin. Elle mesure 1,79 m et jouait au poste de passeuse. Elle a terminé sa carrière en 2015.

## Clubs
| Club          | De        | À         |
| ------------- | --------- | --------- |
| Schweriner SC | 1992-1993 | 1996-1997 |
| Dresdner SC   | 1997-1998 | 2004-2005 |
| USC Münster   | 2005-2006 | 2008-2009 |
| SVS Post Wien | 2009-2009 | 2009-2009 |
| Köpenicker SC | 2010-2011 | 2010-2011 |
| VC Stuttgart  | 2011-2012 | 2011-2012 |
| SC Potsdam    | 2012-2013 | 2014-2015 |

## Palmarès
- Championnat d'Allemagne
  - Finaliste : 2002, 2006.
- Coupe d'Allemagne
  - Vainqueur : 2002.